# Cottbuser FV 1898
Der Cottbuser FV 1898 war ein Fußballverein aus der Stadt Cottbus. Er wurde im Jahr 1898 unter dem Namen TuFC Britannia Cottbus gegründet und bestand bis zum Ende des Zweiten Weltkrieges. In den 1920er und 1930er Jahren wurde man mehrmals Niederlausitzer Fußballmeister und qualifizierte sich für die Endrunde um die Südostdeutsche Fußballmeisterschaft.

## Geschichte

Altes Logo des Vereins

Der Cottbuser FV 1898 wurde 1898 unter dem Namen TuFC Britannia Cottbus gegründet. Zusammen mit anderen Vereinen aus Cottbus gründete man 1900 den Verband Niederlausitzer Ballspiel-Vereine und trug erste Punktspiele gegen andere Vereine aus Cottbus aus. Als sich der Verband 1906 dem Südostdeutschen Fußballverband anschloss, spielte TuFC Britannia Cottbus fortan in der Bezirksklasse Niederlausitz. 1907 konnte man den ersten Meistertitel der Bezirksklasse Niederlausitz erringen und durfte somit an der Südostdeutschen Fußballmeisterschaft 1907 teilnehmen. Bei dieser erreichte man das Finale, welches gegen den SC Schlesien Breslau knapp mit 1:2 verloren ging.
1918 änderte man den Namen in Cottbuser FV 1898. Das Britannia wurde in vielen deutschen Fußballvereinen gestrichen, da Großbritannien einer der Feinde im Ersten Weltkrieg war. In den Jahren 1922, 1923, 1926, 1929 und 1933 konnte man erneut die Niederlausitzer Fußballmeisterschaft erringen, wobei man 1922 aus unbekannten Gründen auf die Teilnahme an der Endrunde um die Südostdeutsche Fußballmeisterschaft verzichtete. Die 1920er Jahre waren geprägt durch eine Rivalität des Cottbuser FV mit dem FC Viktoria Forst, welche die Meistertitel der Niederlausitz überwiegend unter sich ausmachten. Die Südostdeutsche Meisterschaft konnte der Cottbuser FV jedoch nie gewinnen.
1933 erfolgte eine Fusion mit dem CSC/Friesen Cottbus zu SV Cottbus-Süd; diese wurde jedoch bereits 1934 wieder rückgängig gemacht, nachdem man in der Gauliga Berlin-Brandenburg den letzten Platz errungen hatte. In den folgenden Jahren konnte man sich nicht mehr für die Gauliga qualifizieren. Nach dem Zweiten Weltkrieg wurden die Fußballvereine aufgelöst. Anders als bei anderen Vereinen erfolgte keine Neugründung des Cottbuser FV 1898.

## Erfolge
- 6 × Niederlausitzer Meister: 1907 (als TuFC Britannia Cottbus), 1922, 1923, 1926, 1929, 1933
- 1 × Vizemeister Südostdeutschland: 1907